# Szpiegowskie pasje
Szpiegowskie pasje (ros. Шпионские страсти) – radziecki czarno-biały krótkometrażowy film animowany z 1967 roku w reżyserii Jefima Gamburga.

## Nagrody
- 1968: Dyplom na III Wszechzwiązkowym Festiwalu Filmowym w Leningradzie